# Keltie Castle
Keltie Castle ist ein Herrenhaus nahe der schottischen Ortschaft Dunning in der Council Area Perth and Kinross. 1971 wurde das Bauwerk in die schottischen Denkmallisten in der höchsten Denkmalkategorie A aufgenommen.

## Geschichte
Ab etwa 1454 befand sich die Länderei im Besitz der Familie Bonar. Als Lairds errichteten sie ein Vorgängerbauwerk am Standort. Das heutige Keltie Castle wurde im Jahre 1686 errichtet. Möglicherweise wurden hierbei Fragmente eines um 1600 errichteten Gebäudes in die neue Struktur integriert. 1692 ging Keltie an den Clan Drummond und gelangte dann 1812 durch Heirat in die Hände des Earls of Airlie. Die Drummonds ließen das Gebäude im Jahre 1712 erweitern. 1833 wurde es schließlich an Lord Rollo veräußert.

## Beschreibung
Keltie Castle steht isoliert rund 1,5 Kilometer südwestlich von Dunning. Es wird als kleines Haus eines Lairds beschrieben. Das dreistöckige Gebäude weist einen L-förmigen Grundriss auf. Im Gebäudeinnenwinkel kragt ein rechteckiger Turm mit abschließendem Schleppdach aus. Die Fenster des ersten Obergeschosses wurden um 1820 eingesetzt. Der Innenraum wurde um 1920 überarbeitet. Hierbei wurde auch die Eingangstüre mit gotischem Abschluss sowie weitere Fenster im Erdgeschoss hinzugefügt.